# Discoporella reussiana
Discoporella reussiana är en mossdjursart som först beskrevs av Manzoni 1869.  Discoporella reussiana ingår i släktet Discoporella och familjen Cupuladriidae. Inga underarter finns listade i Catalogue of Life.